# Raise the Roof
Raise the Roof es el segundo álbum colaborativo del cantante de rock Robert Plant y la vocalista estadounidense de bluegrass-country Alison Krauss , publicado en 2021 por Rounder Records y Concord Records. Al igual que el álbum predecesor, Raising Sand de 2007, su producción la realizó T-Bone Burnett y contiene versiones de canciones de otros artistas.

## Lista de canciones
| N.º | Título                          | Duración |  |
| 1.  | «Quattro (World Drifts In)»     | 4:33     |  |
| 2.  | «The Price of Love»             | 4:50     |  |
| 3.  | «Go Your Way»                   | 5:07     |  |
| 4.  | «Trouble with My Lover»         | 4:03     |  |
| 5.  | «Searching for My Love»         | 4:03     |  |
| 6.  | «Can't Let Go»                  | 3:41     |  |
| 7.  | «It Don't Bother Me»            | 5:06     |  |
| 8.  | «You Led Me to the Wrong»       | 4:17     |  |
| 9.  | «Last Kind Words Blues»         | 4:06     |  |
| 10. | «High and Lonesome»             | 4:33     |  |
| 11. | «Going Where the Lonely Go»     | 4:10     |  |
| 12. | «Somebody Was Watching Over Me» | 5:02     |  |

| Pistas adicionales solo en Target |                       |          |  |
| N.º                               | Título                | Duración |  |
| 13.                               | «My Heart Would Know» | 2:58     |  |
| 14.                               | «You Can't Rule Me»   | 4:44     |  |

## Posicionamiento en listas musicales
| País           | Lista (2021)                     | Posición |
| -------------- | -------------------------------- | -------- |
| Alemania       | Media Control Charts             | 14       |
| Austria        | Ö3 Austria Top 40                | 7        |
| Australia      | ARIA Charts                      | 18       |
| Bélgica        | Ultratop (Valonia)               | 23       |
| Bélgica        | Ultratop (Flandes)               | 14       |
| Canadá         | Canadian Albums Chart            | 16       |
| Dinamarca      | Hitlisten                        | 8        |
| Escocia        | Scottish Albums Chart            | 4        |
| España         | Top 100 Álbumes                  | 45       |
| Estados Unidos | Billboard 200                    | 7        |
| Estados Unidos | Billboard Independent Albums     | 1        |
| Estados Unidos | Billboard Top Country Albums     | 3        |
| Estados Unidos | Billboard Top Rock Albums        | 1        |
| Finlandia      | Suomen virallinen lista          | 9        |
| Francia        | French Albums Chart              | 51       |
| Hungría        | Top 40 Album                     | 5        |
| Irlanda        | IRMA Charts                      | 6        |
| Italia         | Top 100 Artisti                  | 54       |
| Noruega        | VG-lista                         | 3        |
| Nueva Zelanda  | Official New Zealand Music Chart | 7        |
| Países Bajos   | Dutch Top 100 Album              | 15       |
| Portugal       | AFP Chart                        | 27       |
| Reino Unido    | Albums Chart Update              | 3        |
| Reino Unido    | Albums Downloads Chart           | 4        |
| Reino Unido    | Albums Sales Chart               | 5        |
| Reino Unido    | Physical Albums Chart            | 4        |
| Reino Unido    | Record Store Chart               | 5        |
| Reino Unido    | UK Albums Chart                  | 5        |
| Reino Unido    | Vinyl Albums Chart               | 8        |
| Suecia         | Sverigetopplistan                | 9        |
| Suiza          | Schweizer Hitparade              | 7        |

| País           | Lista (2021)        | Posición |
| -------------- | ------------------- | -------- |
| Hungría        | Top 40 Album        | 98       |
| Suiza          | Schweizer Hitparade | 84       |
| País           | Lista (2022)        | Posición |
| Estados Unidos | Top Country Albums  | 54       |

## Certificaciones discográficas
| País        | Organismo certificador | Certificación | Ventas certificadas | Ref.   |
| ----------- | ---------------------- | ------------- | ------------------- | ------ |
| Reino Unido | BPI                    | Plata         | 60 000              | [ 15 ] |

## Músicos
- Robert Plant: voz
- Alison Krauss: voz
- Marc Ribot, David Hidalgo, Bill Frisell y Buddy Miller: guitarra
- Dennis Crouch y Viktor Krauss: bajo
- Russ Pahl: guitarra de acero con pedal
- Jay Bellerose: batería